# All My Loving
All My Loving is een lied van de Britse popgroep The Beatles. Het nummer werd in 1963 uitgebracht op het tweede album van de groep, With the Beatles. Hoewel het lied op naam staat van het schrijversduo Lennon-McCartney, is het lied voor het overgrote deel geschreven door Paul McCartney.

## Achtergrond
All My Loving wordt over het algemeen beschouwd als een van de eerste goede Beatles-nummers die door Paul McCartney geschreven werden. McCartney schreef het nummer in de bus op weg naar een optreden tijdens een tournee van The Beatles met Roy Orbison door Engeland. McCartney schreef eerst de liedtekst van het nummer en pas later de muziek en de melodie. Voor hem was dat een ongebruikelijke manier van werken, want meestal schreef hij tekst en muziek tegelijkertijd. Nadat hij de tekst had geschreven, zocht McCartney achter de coulissen een piano op om de muziek voor het nummer te schrijven.

## Populariteit
Na het uitkomen van With the Beatles trok All My Loving al snel de aandacht van de radio-dj's. Het nummer werd daarna met grote regelmaat op de radio gedraaid. Pas nadat radio-dj David Jacobs in zijn radioprogramma het nummer uitkoos als favoriete liedje van het album, begon McCartney te beseffen dat hij met All My Loving een goed nummer had geschreven. Ook John Lennon heeft later gezegd All My Loving een "damn good piece of work" te vinden en het jammer te vinden dat hij het nummer niet zelf had geschreven.
Na het uitkomen van With the Beatles werd All My Loving al snel een vast onderdeel van The Beatles' liveoptredens. The Beatles speelden het nummer in 1963 en 1964 ook verscheidene malen voor de BBC-radio. De uitvoering van het nummer die werd opgenomen op 28 februari 1964, is uitgebracht op het verzamelalbum Live at the BBC dat in 1994 uitkwam.
All My Loving was ook het openingsnummer van het eerste optreden van The Beatles in de Amerikaanse Ed Sullivan Show op 9 februari 1964. Met dit optreden braken The Beatles definitief door in de Verenigde Staten. Een audio-opname van deze uitvoering is te vinden op het verzamelalbum Anthology 1, maar het optreden is ook op dvd te bekijken.

## Opnamen
All My Loving werd op 30 juli 1963 in de Abbey Road Studios in Londen opgenomen. Het nummer werd in 13 takes opgenomen. Aan take 11 werden later drie overdubs toegevoegd.

## Op single en ep

#### 7" single
Odeon 45-O 29504 (Nederland, 1964); Odeon O 22 681 (Duitsland, 1964) en Odeon 1C 006-06 110 (Duitsland, 1976):
1. All my loving
2. I wanna be your man

#### 7" extended play
Parlophone GEP 8891 (Verenigd Koninkrijk, 1964), All my loving:
1. All my loving
2. Ask me why
3. Money
4. P.S. I love you

Capitol EAP 1-2121 (Verenigde Staten, Canada), Four by the Beatles:
1. Roll over Beethoven
2. All my loving
3. This boy
4. Please Mr. Postman

## Hitnotering
| All my loving              | All my loving         | All my loving | All my loving | All my loving | All my loving | All my loving | All my loving | All my loving | All my loving | All my loving | All my loving | All my loving | All my loving | All my loving |
| Hitlijst                   | Datum van binnenkomst | Week:         | 1             | 2             | 3             | 4             | 5             | 6             | 7             | 8             | 9             | 10            | 11            |               |
| -------------------------- | --------------------- | ------------- | ------------- | ------------- | ------------- | ------------- | ------------- | ------------- | ------------- | ------------- | ------------- | ------------- | ------------- | ------------- |
| Tijd Voor Teenagers Top 10 | 23-5-1964             | Positie:      | 9             | uit           |               |               |               |               |               |               |               |               |               |               |
| Tijd Voor Teenagers Top 10 | 13-6-1964             | Positie:      |               | 7             | 2             | 4             | 3             | 2             | 3             | 9             | 6             | 8             | 10            | uit           |

### NPO Radio 2 Top 2000
| Nummer met noteringen in de NPO Radio 2 Top 2000 | '99  | '00  | '01  | '02  | '03  | '04  | '05  | '06  | '07  | '08  | '09  | '10  | '11  | '12  | '13  | '14  |
| ------------------------------------------------ | ---- | ---- | ---- | ---- | ---- | ---- | ---- | ---- | ---- | ---- | ---- | ---- | ---- | ---- | ---- | ---- |
| All My Loving                                    | 1025 | 1362 | 1077 | 1689 | 1124 | 1098 | 1348 | 1208 | 1126 | 1184 | 1368 | 1490 | 1388 | 1043 | 1493 | 1792 |

1. ↑  Een vetgedrukt getal geeft de hoogste notering aan.
2. ↑  Deze tabel is bijgewerkt tot en met de laatste editie (2024).

## Credits
- Paul McCartney - zang, basgitaar
- John Lennon - achtergrondzang leadgitaar
- George Harrison - leadgitaar, achtergrondzang
- Ringo Starr - drums